# Óscar Melendo
Óscar Melendo Jiménez, né le 23 août 1997 à Barcelone (Catalogne, Espagne), est un footballeur espagnol qui évolue au poste de milieu de terrain à Shanghai Port.

## Biographie

### Formation et débuts
Natif de Barcelone, capitale de la Catalogne, Óscar Melendo rejoint le centre de formation du RCD Espanyol en 2003. Il passe par toutes les catégories jeunes avant de commencer sa carrière avec l'équipe B.
Melendo joue son premier match le 20 août 2016, titulaire contre Llagostera en Segunda División B. Il devient d'emblée un joueur clef de l'effectif, enchaînant vingt-quatre titularisations en autant de matchs. Melendo inscrit son unique but en équipe B le 22 janvier 2017 à l'occasion d'une victoire 3-2 face au CD Eldense.

### Espanyol
Ses performances lui valent une première convocation en équipe première au mois de novembre 2016. Melendo découvre la Liga par Quique Sánchez Flores le 20 novembre en remplaçant Hernán Pérez contre le Deportivo Alavés. Il obtient sa première titularisation dans l'élite espagnole le 4 mars 2017 lors d'une défaite 2-0 à Villarreal. Melendo dispute un total de treize rencontres toutes compétitions confondues à l'issue de sa première saison avec son club formateur.
La saison 2017-2018 est relativement maigre pour Melendo au niveau du temps de jeu mais lui permet de s'intégrer au sein de l'effectif. Le 17 janvier 2018, Melendo marque son premier but pour l'Espanyol et offre une victoire 1-0 contre le rival du FC Barcelone en Coupe du Roi. Il met ainsi fin à la série d'invincibilité des Blaugranas depuis août 2017. Le 6 mai 2018, Melendo inscrit son premier but en championnat face à l'Atlético de Madrid (victoire 0-2).
Melendo connaît un début de saison 2018-2019 difficile et ne débute que quatre matchs de Liga à la mi-saison. Il distille une passe décisive le 25 septembre 2018 à Mario Hermoso qui scelle une victoire 1-0 contre la SD Eibar. Melendo obtient la confiance de son entraîneur Rubi en seconde partie de saison. Il devient alors un titulaire régulier et contribue à la belle fin de saison du club qui finit septième du championnat. Sur le plan individuel, Melendo délivre cinq passes décisives. En parallèle de cette saison, il est convoqué en équipe de Catalogne au mois de mars 2019. Il fait ses débuts le 25 mars lors d'une victoire 2-1 contre le Venezuela.
Le 16 juin 2020, Melendo dispute son centième match sous les couleurs Pericos contre Getafe, âgé de vingt-deux ans,. L'Espanyol est relégué, finissant dernier de Liga, après une saison particulièrement compliquée. Melendo dispute vingt-quatre matchs de Liga sans marquer ni délivrer une passe. Il souffre de l'instabilité du banc de touche qui voit quatre entraîneurs se succéder et ne parvient pas à confirmer son bon exercice précédent.
La descente en Segunda División voit l'arrivée de Vicente Moreno au poste d'entraîneur, alors que l'Espanyol est considéré comme l'un des favoris à la montée. Titularisé dès la première journée de championnat, le Barcelonais inscrit le premier but de la saison des Pericos lors d'un succès à domicile contre l'Albacete Balompié. Melendo semble s'épanouir sous les ordres de Moreno et est titulaire durant la phase aller, alors que le club s'installe en tête du classement. Cependant, il perd peu à peu sa place et vit une seconde partie de saison plus contrastée où il est titulaire à neuf reprises sur vingt matchs possibles. L'Espanyol remporte le championnat et valide son retour en Liga un an après sa relégation.
La saison 2021-2022 de Melendo est frustrante sur le plan individuel. Malgré quatorze titularisations en Liga, le milieu ne dispute aucun match entier et reste dix-sept fois sur le banc, sans parvenir à inscrire un but ou à délivrer une passe décisive. L'Espanyol connaît un retour dans l'élite mi-figue mi-raisin, malgré un succès prometteur en début de saison contre le Real Madrid, futur vainqueur du championnat. Le club a un bon bilan à domicile mais connaît beaucoup de revers lors de ses déplacements et finit l'exercice à la quatorzième place du classement.
L'issue de la saison relance des rumeurs de départ de Melendo, dont le contrat s’achève en juin 2022. Finalement, l'Espanyol annonce le départ de son joueur le 30 juin 2022, mettant un terme à un parcours de dix-neuf ans au club. Les deux parties ne sont pas parvenues à un accord pour le renouvellement du contrat du joueur. Produit du centre de formation, Melendo totalise cent-soixante-et-un matchs pour six buts avec les Pericos, après près de six années passées avec l'équipe professionnelle.

## Statistiques
| Saison                | Club                  | Championnat           | Championnat | Championnat | Championnat | Coupe(s) nationale(s) | Coupe(s) nationale(s) | Coupe(s) nationale(s) | Compétition(s) continentale(s) | Compétition(s) continentale(s) | Compétition(s) continentale(s) | Compétition(s) continentale(s) | Total | Total | Total |
| Saison                | Club                  | Division              | M.          | B.          | P.d.        | M.                    | B.                    | P.d.                  | Comp.                          | M.                             | B.                             | P.d.                           | M.    | B.    | P.d.  |
| 2016-2017             | RCD Espanyol B        | 2ªB                   | 24          | 1           | -           | -                     | -                     | -                     | -                              | -                              | -                              | -                              | 24    | 1     | 0     |
| Sous-total            | Sous-total            | Sous-total            | 24          | 1           | -           | -                     | -                     | -                     | -                              | -                              | -                              | -                              | 24    | 1     | 0     |
| 2016-2017             | RCD Espanyol          | Liga                  | 11          | 0           | 0           | 2                     | 0                     | 0                     | -                              | -                              | -                              | -                              | 13    | 0     | 0     |
| 2017-2018             | RCD Espanyol          | Liga                  | 18          | 0           | 1           | 5                     | 1                     | 1                     | -                              | -                              | -                              | -                              | 23    | 1     | 2     |
| 2018-2019             | RCD Espanyol          | Liga                  | 32          | 0           | 5           | 5                     | 0                     | 0                     | -                              | -                              | -                              | -                              | 37    | 0     | 5     |
| 2019-2020             | RCD Espanyol          | Liga                  | 24          | 0           | 0           | 1                     | 0                     | 0                     | C3                             | 10                             | 2                              | 3                              | 35    | 2     | 3     |
| 2020-2021             | RCD Espanyol          | LaLiga 2              | 28          | 2           | 1           | 1                     | 0                     | 0                     | -                              | -                              | -                              | -                              | 29    | 2     | 1     |
| 2021-2022             | RCD Espanyol          | Liga                  | 21          | 0           | 0           | 3                     | 0                     | 1                     | -                              | -                              | -                              | -                              | 24    | 0     | 1     |
| Sous-total            | Sous-total            | Sous-total            | 134         | 3           | 7           | 17                    | 1                     | 2                     | -                              | 10                             | 2                              | 3                              | 161   | 6     | 12    |
| Total sur la carrière | Total sur la carrière | Total sur la carrière | 158         | 4           | 7           | 17                    | 1                     | 2                     | -                              | 10                             | 2                              | 3                              | 185   | 7     | 12    |